# Unlimited Saga
Unlimited Saga (яп. アンリミテッド: サガ Анримитэддо Сага) — японская ролевая игра, разработанная компанией Square (ныне Square Enix) для приставки PlayStation 2 и выпущенная в Японии 19 декабря 2002 года, девятая и последняя на данный момент часть серии SaGa. В июне 2003 года была издана североамериканская версия, в октябре — европейская. Разработкой вновь руководил ветеран серии Акитоси Кавадзу, принимавший участие в создании всех предыдущих частей, композитором выступил Масаси Хамаудзу, написавший саундтрек для SaGa Frontier 2. Кроме обычной версии было выпущено также коллекционное ограниченное издание, но исключительно на японском языке.

## Сюжет
События Unlimited Saga разворачиваются в фэнтезийном мире, сюжет описывает приключения семи путешественников, которые странствуют повсюду в поисках Семи чудес, таинственных артефактов, оставленных древней исчезнувшей цивилизацией. Как гласит легенда, если найти все семь чудес, сразу же наступит золотой век мира и процветания.

## Геймплей
Геймплей уходит от традиционных ролевых элементов, становясь похожим на некое подобие настольной игры, где многое зависит от случая, в частности боевая система работает по принципу рулетки.

## Отзывы и продажи
| Сводный рейтинг               | Сводный рейтинг |
| Агрегатор                     | Оценка          |
| ----------------------------- | --------------- |
| GameRankings                  | 51,84 %         |
| Metacritic                    | 45 / 100        |
| Иноязычные издания            |                 |
| Издание                       | Оценка          |
| Edge                          | 3 / 10          |
| EGM                           | 3,33 / 10       |
| Famitsu                       | 31 / 40         |
| Game Informer                 | 6,5/10          |
| GamePro                       | 2,5 / 5         |
| GameSpot                      | 4,3 / 10        |
| GameSpy                       | 28 / 100        |
| IGN                           | 6,6 / 10        |
| OPM                           | 2,0 / 5         |
| Награды                       |                 |
| Издание                       | Награда         |
| Famitsu Silver Award (2002)   |                 |
| PlayStation Gold Award (2003) |                 |

С коммерческой точки зрения Unlimited Saga вышла довольно успешной, по всему мир было реализовано более полумиллиона экземпляров. Если в Японии отзывы обозревателей были большей частью положительными, то в Северной Америке и Европе критики встретили её сравнительно прохладно, отрицательно отметив непонятный геймплей и слишком высокую сложность.
Журнал Famitsu присвоил игре 31 балл из 40 и наградил её своей серебряной премией. С резкой критикой выступил рецензент Electronic Gaming Monthly: «Игра отстойная. Unlimited Saga демонстрирует все отрицательные черты сегодняшних ролевых игр, она просто собирает их в один набор, которого нужно бояться как чумы». С этим согласился журнал Official U.S. PlayStation Magazine, отметив в своём обзоре, что эта часть просто похоронила всю серию. GameSpot посетовал на запутанность геймплея: «Возможно, он и интересен, но разбираться в нём — сущий кошмар». Кроме того, сайт подметил недостаточно качественное озвучивание. Портал IGN похвалил музыку, назвав её лучшей чертой игры, однако о других аспектах отозвался менее благосклонно.